# 585 v.Chr.
Het jaar 585 v.Chr. is een jaartal volgens de christelijke jaartelling. 

## Gebeurtenissen

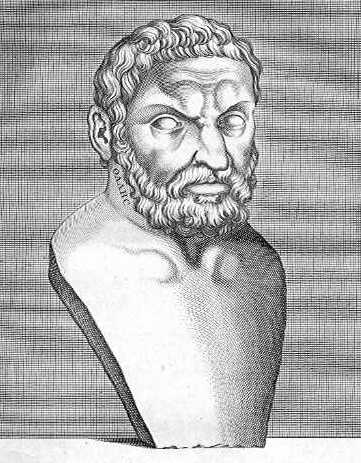
Buste van Thales van Milete

### Klein-Azië
- 28 mei - Slag bij de Halys: Tijdens een door Thales van Milete voorspelde zonsverduistering besluiten de Meden en de Lydiërs de strijd te beëindigen.
- Koning Cyaxares II sluit vrede met Lydië en aanvaardt de rivier de Halys als rijksgrens in een vredesverdrag.
- Astyages wordt koning der Meden, om de overeenkomst te bezegelen huwt hij met de Lydische prinses Aryenis.

### Griekenland
- Thales van Milete voorspelt een zonsverduistering.

## Geboren
- Anaximenes (585 v.Chr. - 525 v.Chr.), Grieks filosoof van Milete

## Overleden
- Cyaxares II, koning van Medië
- Jimmu, eerste keizer van Japan (660-585) (traditionele datum)